# Verdelot
Verdelot település Franciaországban, Seine-et-Marne megyében. Lakosainak száma 626 fő (2022. január 1.). Verdelot Nogent-l’Artaud, Vendières, Viels-Maisons, Bellot, Hondevilliers, Montdauphin, Montolivet, Saint-Barthélemy és Villeneuve-sur-Bellot községekkel határos.

## Népesség
A település népessége az elmúlt években az alábbi módon változott:
| Lakosok száma | 699  | 692  | 701  | 690  | 674  | 657  | 641  | 634  | 626  |
|               | 2013 | 2015 | 2016 | 2017 | 2018 | 2019 | 2020 | 2021 | 2022 |